# 圆形盘肠蚤
圆形盘肠蚤（学名：Chydorus sphaericus）为盘肠蚤科盘肠蚤属的动物。分布于世界各地，属于广温性物种。其主要生活于大小不同的各类水域中。